# Petit Maghreb
Le Petit Maghreb est un quartier dans l'arrondissement de Villeray-Saint-Michel-Parc-Extension à Montréal. Le quartier, centré sur la rue Jean-Talon entre le boulevard Saint Michel à l'ouest et le boulevard Pie-IX à l'est, réunit plusieurs marchands du Maghreb.

## Histoire
L'histoire du Petit Maghreb en cinq périodes: la périodes des électrons libres, des précurseurs, des pionniers, des développeurs et des stabilisateurs.

### Période des électrons libres
Vers la fin des années 1960 et début des années 1970, les premiers commerçants maghrébins s'étaient dispersés sur l'avenue Van Horne dans le quartier Côte-des-Neiges pour répondre à la demande et aux besoins de la population estudiantine maghrébine, sur l'avenue du Parc dans le quartier de Rosemont et dans le quartier de Saint-Michel. Étant donné que cette classe commerçante était d'une grande mobilité, ces commerçants côte-des-neigiens se déplaceront vers le Mile End, puis vers la rue Jean-Talon dans le quartier de Saint-Michel. Cette partie du quartier Saint-Michel était autrefois une extension de la Petite-Italie.

### Période des précurseurs
Dans les années 1990, les opportunités de faire du commerce et au bonne occasions immobilières augmentèrent avec la migration maghrébine. En effet, les anciens immigrants italiens et portugais débutèrent à mettre fin à leurs activités commerciales. Néanmoins, cet espace urbain garde son caractère italien. En 1997, le premier café tunisien, Cocktail Arabes, est fondé qui sera suivi d'une boucherie et d'un taxiphone.

### Période des pionniers
De 1998 à 2004 sur l'artère Jean-Talon, il y a eu le boum maghrébin commercial, un phénomène de développement rapide des commerces maghrébins. Cette effervescence économique s'est faite en petits groupements et sont les prémisses d'un établissement d'un marché culturel. Cette période sera accompagnée d'une diversification économiques des commerces et supermarchés locaux pour accommoder la clientèle maghrébine.

### Période des développeurs
Lors de la période des développeurs de 2005 à 2010, l'immigration maghrébine est de plus en plus éduquée et variée. Le Petit Maghreb devient très propice à la création de commerces et une référence de sociabilité maghrébine. Ainsi, il existe plusieurs espaces où la diaspora maghrébine peut socialiser et se fréquenter. Par exemple, les cafés tunisiens: café Carthage sur la rue Bélanger et café Sidi Bou Saïd sur la rue Jean-Talon. Par ailleurs, cette époque sera marquée par la fondation d'institutions communautaires et commerciales.
En novembre 2005, lors de l'émission radiophonique Taxi Maghreb, à la suite des demandes des commerçants maghrébins, Anie Samson, candidate au conseil municipal, s'engage à faire reconnaître ce quartier pour qu'il devienne une destination commerciale et touristique à l'instar de la Petite Italie ou du quartier chinois. En 2009, le quartier sera reconnu par la Ville de Montréal qui subventionnera l'Association du Petit Maghreb pour développer cet espace urbain,. C'est le premier quartier reconnu comme « maghrébin » en Amérique du Nord.
En 2010, l'équipe algérienne de soccer s'est qualifiée à la Coupe du monde pour la première fois en 28 ans. De plus, l'équipe marocaine a aussi été qualifiée. Pour ces motifs et grâce à l'attention médiatique, près de 7000 personnes venant de la Couronne Sud, des autres arrondissements montréalais de la Couronne Nord et même de Rimouski affluaient vers le Petit Maghreb pour assister aux matchs de soccer. Dès lors, ce quartier au sein de Saint-Michel est devenue la référence territoriale maghrébine pour tout événement sportif impliquant l'équipe nationale marocaine ou algérienne.

### Période des stabilisateurs
Depuis 2011, les commerces et institutions du quartiers sont consolidés et le développement entrepreneurial est poursuivi par la classe commerçante. Bien qu'il y a une baisse de nouveaux commerces, la qualité des produits et services du marché local augmente. L'installation dans le quartier est désormais durable.
En mars 2015, un groupe d'extrême-droite antimusulman et opposés à l'islam, Pegida Québec avait ciblé le Petit Maghreb en prévoyant une manifestation afin de dénoncer l'existence du secteur et du fait musulman au Québec. Seulement quelques manifestants s'étaient présentées. Surpassés en nombre par les contre-manifestants antifascistes et antiracistes et par la police, la manifestation a fini par s'annuler.

## Économie
Trois types de commerces prédominent le Petit Maghreb: les boucheries de viande halal, les pâtisseries et les cafés.
Les boucheries de viande halal entrent dans ce qu'on appelle le commerce ethnique, c'est-à-dire qu'elle est destinée à une clientèle intracommunautaire. Dans le cas présent, ce sont les personnes de confession musulmanes. Ces boucheries sont majoritairement fréquentées par la diaspora, néanmoins il existe une faible clientèle italienne, franco-québécoise et haïtienne.
Les pâtisseries relèvent du commerce exotique, soit du commerce intercommunautaire destiné à une clientèle dépassant celle de la communauté. Elles sont un attrait touristique majeur qui sont les représentantes de la cuisine et gastronomie maghrébines.
Les cafés sont des espaces de sociabilité, d'accueil et de ressourcement pour les usagers du Petit Maghreb. Chaque café possèdent une ambiance et une atmosphère propres à celui-ci. Ce sont généralement les hommes qui fréquentent ces commerces pour faire des retrouvailles avec leurs compatriotes. La présence des femmes quant à elle est plus rare, mais elle n'est pas prohibée.

## Culture

### Événements sportifs
Le Petit Maghreb est habituellement fréquentée par des immigrants de première génération âgés. Or, lors des événements sportifs et culturels, le quartier se rajeunit. Des jeunes maghrébins et maghrébines de seconde génération ou qui ont grandi au Québec, souvent perçus comme en quête d'identité, affluent dans les commerces et cafés du Petit Maghreb pour assister aux matchs de soccer et dans la rue pour célébrer et fêter, avec des personnes non-maghrébines aussi présentes,.

### Festivités
La Saint-Jean Baptiste et le Souk sont des festivités attirant des membres de la diaspora maghrébine du Grand Montréal et des non-maghrébins des alentours grâce au bouche-à-oreille. Ces évènements à eux seuls ont pu attirer entre des foules de 7 000 et 10 000 personnes vers le Petit Maghreb.

## Perceptions du quartier
Depuis la manifestation au Petit Maghreb du groupe d'extrême-droite Pegida-Québec contre l’« islamisation » du Québec, ce quartier est devenu cible contre la radicalité islamique et a acquis l'image d'un « ghetto islamisé » .

## Sécurité publique
Depuis les années 1990, le Petit Maghreb a été sous le radar de la police: peur d'une radicalisation religieuse, prévention du gangstérisme chez les jeunes, sécurisation des lieux de culte, etc. Le secteur avait tout aussi acquit une relation tendue avec les médias. Cela a aussi causée une prépondérance de la jeunesse maghrébine dans les fichiers de la police.
La situation s'est améliorée lorsque l'arrondissement et le quartier de Saint-Michel ont décidé d'adopter une politique de prévention au lieu de répression, au contraire du modèle français, et d'engager des travailleurs de rue et des médiateurs urbains issus de la communauté et du groupe d'âge majoritaires du secteur et pour éviter toute intervention policière. Ils avaient le devoir désamorcer tout conflit, d'éloigner des jeunes du gangstérisme et de pacifier les parties de soccer. Le nombre de policiers déployés a aussi été diminué, ce qui a contribué à améliorer le rapport qu'ont les jeunes du secteur avec les forces de polices,.

## Transport
Le quartier est desservi par la station de métro Saint-Michel et de nombreuses lignes d'autobus.
Dans le futur, l'extrémité est du quartier sera bientôt desservi grâce à l'agrandissement de la ligne bleue via la future station Pie-IX et d'un bus à haut niveau de service.